# Truskaw
Truskaw [ˈtruskaf] est un village polonais, situé dans la gmina d'Izabelin de la Powiat de Varsovie-ouest dans la voïvodie de Mazovie dans le centre-est de la Pologne.
Il se situe à environ 3 kilomètres à l'ouest d'Izabelin (chef-lieu), 10 kilomètress au nord de Ożarów Mazowiecki et à 18 kilomètres au nord-ouest de Varsovie.

## Histoire
Le village a une population de 1 440 habitants en 2000.